# Mikuláš Desfours-Walderode
Mikuláš Vladimír Theodor August František Maria, říšský hrabě Des Fours Walderode z Mont a Athienville, svobodný pán na Eckhausenu (28. srpna 1877 Křetín – 5. března 1941 Praha) byl šlechtic z rodu Desfoursů.

## Život
Studoval na církevním gymnáziu ve Kremsmünsteru (1895–1897) a po jeho absolvování vstoupil do rakouské armády a v jejích řadách se účastnil první světové války na italském bojišti. V letech 1902–1905 byl viceprezidentem vídeňského Aero-Clubu a v roce 1917 byl jmenován členem panské sněmovny, kde navázal kontakt zejména s historikem Jaroslavem Gollem. Po čtyřech semestrech právnických studií (ve Vídni) nakonec navázal studiem historie a po válce v roce 1921 obhájil doktorát z historie na filosofické fakultě Německé university v Praze (s prací Beiträge zu einer Biographie des Grafen Anton Friedrich Mittrowsky, 1770–1842). Uspořádal rodinný archiv. Po vzniku Československa žil s rodinou na zámku Hrubý Rohozec. Udržoval styk s historiky Josefem Pekařem a J. V. Šimákem, podporoval muzeum v Turnově. Investoval do rešerší pro rodinný archiv, s genealogickými studiemi mu též pomáhal vlastivědný badatel Jan Křtitel Hájek, zámecký kaplan.
V roce 1940 onemocněl rakovinou hrtanu, na kterou zemřel. Byl pohřben na Olšanských hřbitovech v Praze.